# Colorado and Wyoming Railway
Colorado and Wyoming Railway (с англ. — «Колорадская и Вайомингская железная дорога», сокращенно — CW или C&W) — железнодорожная компания, основанная в 1899 году. В настоящее время является дочерней фирмой компании «Евраз». Компания специализируется на перевозке угля, руды и стальной продукции. Транспортировка грузов осуществляется по железнодорожному пути длиной примерно пять миль на территории завода ERVAZ-Пуэбло, металлургического комбината в Пуэбло, штат Колорадо, и стыкуется с железной дорогой Union Pacific Railroad и BNSF Railway. Железная дорога была когда-то гораздо большей длины, которая соединяла металлургические заводы к западу от скалистых гор. После Второй Мировой войны часть железнодорожного полотна была разобрана.
Железнодорожная линия была создана в 1899 году компанией Colorado Coal & Iron Company (впоследствии известной под именем Colorado Fuel & Iron Company). Она связывала доменные печи и сталелитейный завод, расположенные рядом с Пуэбло, с местом добычи коксующегося угля к западу от Тринидада и с месторождением железной руды, открытым в окрестностях Санрайза в штате Вайоминг. В течение четырёх лет было проложено около 80 км железных дорог, связавших места добычи угля и каменоломни с железнодорожными ветками Santa Fe, Cheyenne Northern и Rio Grande.